# Vilémov (Havlíčkův Brod-i járás)
Vilémov település Csehországban, a Havlíčkův Brod-i járásban. Vilémov Kněžice, Ronov nad Doubravou, Uhelná Příbram, Rybníček, Golčův Jeníkov, Leškovice, Heřmanice, Kraborovice, Zvěstovice és Habry településekkel határos. Lakosainak száma 982 fő (2024. január 1.).

## Népesség
A település lakosságának változását az alábbi diagram mutatja:
| Lakosok száma | 2753 | 2437 | 2296 | 1654 | 1384 | 1076 | 976  | 977  | 964  | 982  |
|               | 1869 | 1890 | 1921 | 1950 | 1980 | 2001 | 2017 | 2019 | 2022 | 2024 |